# Ejaculação facial

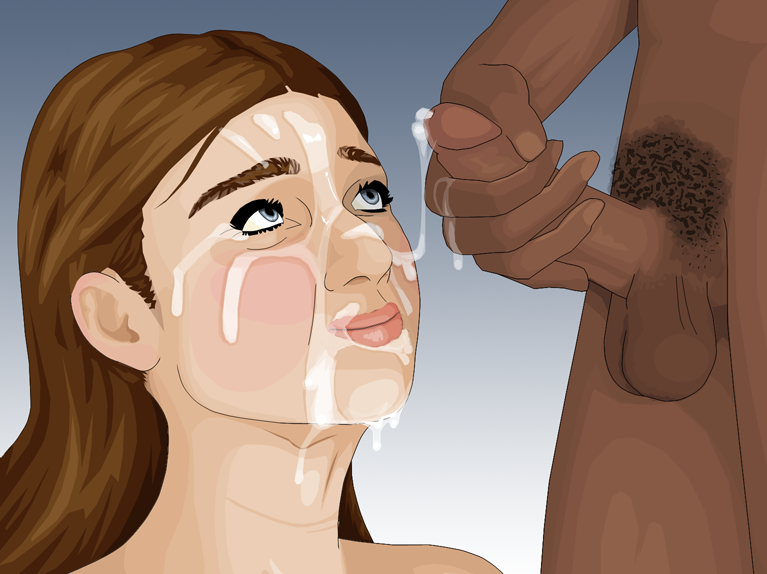
Ejaculação facial.

A ejaculação facial é um tipo de atividade sexual em que um homem ejacula sémen no rosto do parceiro sexual.  É uma forma de sexo não penetrativo, mas que geralmente é antecedido de sexo oral, vaginal ou anal. É muito utilizada em filmes pornográficos.

## Riscos à saúde

Ejaculação facial.

### Transmissão de doenças
Qualquer interação sexual que tenha contato com fluídos corporais de outra pessoa contém o risco de transmissão de infecções sexualmente transmissíveis (ISTs). O líquido seminal por si só é inofensivo em contato com a pele ou engolido, mas pode ser o veículo de muitas infecções sexualmente transmissíveis, como HIV e a hepatite.
Os riscos corridos entre o parceiro que dá e o que recebe são diferentes. Para o parceiro que ejacula, há quase nenhum risco de contrair uma IST. Para o parceiro que recebe, o risco é maior. Desde que o sémen infectado consiga entrar em contato com feridas abertas ou membranas sensíveis (olhos, lábios, boca) há risco de transmitir uma doença infecciosa.

## Nível cultural
Antecedendo a era moderna da pornografia, as ejaculações faciais foram descritas na literatura. Um exemplo foi o livro do aristocrata francês Marquês de Sade, 120 Dias de Sodoma, escrito em 1785, no qual o autor escreveu sobre performar ejaculações faciais.

### Na pornografia

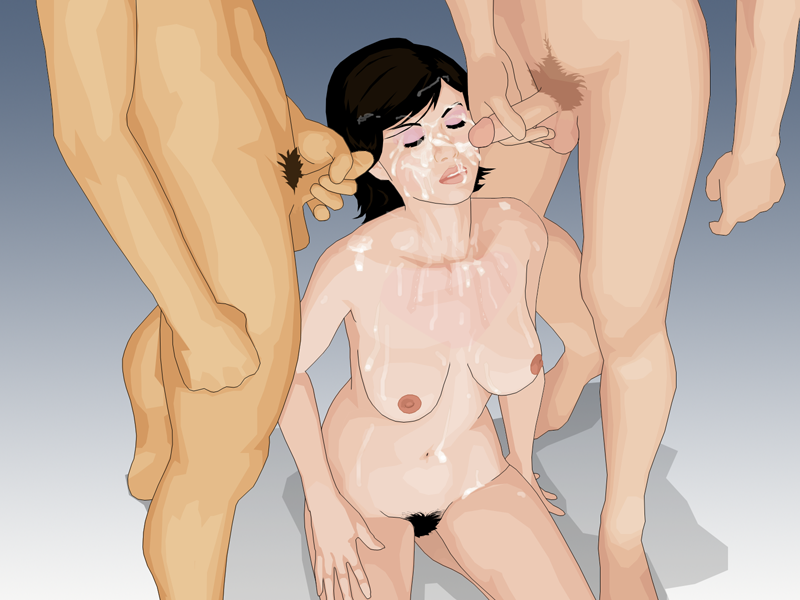
Bukkake, um tipo de ejaculação facial praticado em grupo.

Nos anos 1970, a pornografia hardcore introduziu a "cumshot" (também conhecida por "money shot"), cena do elemento principal do filme hardcore, em que o ator ejacula de uma maneira assegurando a máxima visibilidade do ato. Estas cenas podem envolver uma atriz pornô, dizendo onde quer que o homem ejacule.
Em adição à indústria pornográfica, a popularidade das ejaculações faciais levou à criação do seu mercado, como vídeos especializados em mostrar essas cenas. A psicóloga Ana Bridges e colegas conduziram uma análise dos melhores filmes pornográficos heterossexuais mostram que 96% das cenas concluem que um ator masculino ejaculando no corpo de uma mulher. A boca é a zona mais comum para a ejaculação. Quando todas as regiões da face são incluídas, filmagens de ejaculação facial compõem aproximadamente 62% das cenas de ejaculação externa.